# Benoît Daeninck
Benoît Daeninck, nascido a 27 de dezembro de 1981 em Provins, é um ciclista francês.

## Biografia
A maior parte de sua carreira disputou-a a nível amador, ainda que em 2010 passou ao profissionalismo unindo à equipa continental francês Roubaix Lille Métropole.

## Palmarés

### Estrada
| 2006 - Grande Prêmio de Marbriers 2007 - Grande Prêmio Villa de Lillers - 1 etapa do Tour de la manche - 2 etapas do Tour de Guadalupe - 1 etapa da Ronde de l'Oise 2009 - 1 etapa do Volta à Normandia - 1 etapa do Circuito das Ardenas - 1 etapa da Boucles de la Mayenne - Paris-Chauny 2010 - Grande Prêmio Villa de Lillers - 1 etapa do Tour de Bretanha | 2012 - Grande Prêmio de Pont à Marcq-La Ronde Pévèloise - Paris-Arras Tour, mais 1 etapa 2013 - Grande Prêmio Villa de Lillers - Grande Prêmio de Pont à Marcq-La Ronde Pévèloise - Grande Prêmio de Marbriers - Paris-Chauny - Grande Prêmio Cristal Energie 2014 - Grande Prêmio de Pont à Marcq-La Ronde Pévèloise |

### Pista
| 2001 - 3.º no Campeonato da França Perseguição por Equipas 2005 - 3.º no Campeonato da França de Madison 2007 - Campeonato da França em Pontuação - 2.º no Campeonato da França em Perseguição 2009 - 2.º no Campeonato da França Pontuação 2010 - Campeonato da França Perseguição por Equipas - Campeonato da França em Madison (com Damien Gaudin) - 3.º no Campeonato da França Pontuação | 2011 - Campeonato da França em Pontuação - Campeonato da França Perseguição por Equipas 2012 - Campeonato da França em Pontuação 2013 - 3.º no Campeonato da França Pontuação - 3.º no Campeonato da França Perseguição por Equipas 2014 - 2.º no Campeonato da França Perseguição por Equipas - Campeonato da França em madison (com Marc Fournier) 2016 - Campeonato da França Perseguição por Equipas |